# Hoa hậu Thế giới 1983

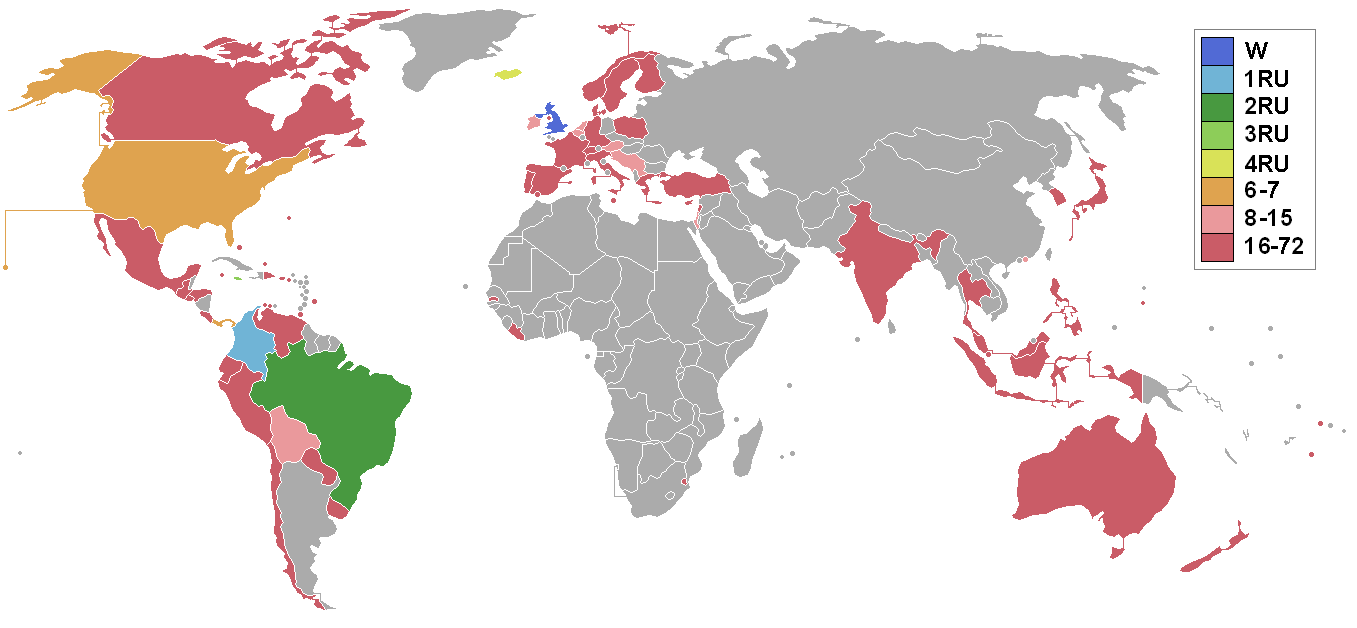
Các quốc gia và vùng lãnh thổ tham dự cuộc thi và kết quả.

Hoa hậu Thế giới 1983 là cuộc thi Hoa hậu Thế giới lần thứ 33 được diễn ra tại nhà hát Royal Albert, Luân Đôn, Vương quốc Anh. Người chiến thắng là Sarah-Jane Hutt từ Vương quốc Anh.

## Kết quả

### Thứ hạng
| Kết quả               | Thí sinh |
| --------------------- | --- |
| Hoa hậu Thế giới 1983 | - Vương quốc Anh – Sarah-Jane Hutt |
| Á hậu 1               | - Colombia – Rocío Isabel Luna Florez |
| Á hậu 2               | - Brazil – Cátia Silveira Pedrosa † |
| Top 7                 | - Panama – Marissa Burgos Canalias - Hoa Kỳ – Lisa Gayle Allred - Jamaica – Catherine Elizabeth Levy - Iceland – Unnur Steinsson |
| Top 15                | - Áo – Mercedes Stermitz - Bỉ – Françoise Bostoen - Bolivia – Ana María Taboada Arnold - Hà Lan – Nancy Lalleman Heynis - Hồng Kông – Trương Mạn Ngọc - Ireland – Patricia Nolan - Israel – Yi'fat Schechter - Nam Tư – Bernarda Marovt |

### Các giải thưởng đặc biệt
| Giải thưởng     | Thí sinh                         |
| --------------- | -------------------------------- |
| Hoa hậu Cá tính | - Brazil: Catia Silveira Pedrosa |
| Hoa hậu Ảnh     | - Nam Tư: Bernarda Marovt        |

### Các nữ hoàng châu lục
| Khu vực        | Thí sinh                           |
| -------------- | ---------------------------------- |
| Châu Phi       | - Liberia – Annie Broderick        |
| Châu Mỹ        | - Colombia – Rocío Isabel Luna     |
| Châu Á         | - Israel – Yi'fat Schechter        |
| Châu Âu        | - Vương quốc Anh – Sarah-Jane Hutt |
| Châu Đại Dương | - Úc – Tanya Bowe                  |

## Giám khảo
- Eric Morley - người sáng lập của cuộc thi Hoa hậu Thế giới
- Placido Domingo - ca sĩ opera nổi tiếng của Tây Ban Nha
- Michael Edelson - giám đốc không điều hành của Manchester United F.C.
- Bruce Forsyth - nghệ sĩ giải trí và người dẫn chương trình người Anh
- Ralph Halpern - doanh nhân người Anh
- Mazusaku Kawasaki
- Wilnelia Merced – Hoa hậu Thế giới 1975 đến từ Puerto Rico
- Lynsey de Paul - ca sĩ, nhạc sĩ và nhà sản xuất người Anh
- Jeff Set

## Thí sinh
| Quốc gia/Lãnh thổ    | Thí sinh                              | Tuổi | Quê quán            | Điểm thi sơ bộ |
| -------------------- | ------------------------------------- | ---- | ------------------- | -------------- |
| Quần đảo Virgin (Mỹ) | Chandra Theresa Ramsingh              | 18   | Saint Croix         | 7              |
| Aruba                | Audrey Bruges                         | 17   | Oranjestad          | 6              |
| Úc                   | Tanya Bowe                            | 20   | Adelaide            | 13             |
| Áo                   | Mercedes Stermitz                     | 25   | Klagenfurt          | 18             |
| Bahamas              | Lucille Bullen                        | 20   | Nassau              | 6              |
| Barbados             | Nina McIntosh-Clarke                  | 24   | Bridgetown          | 7              |
| Bỉ                   | Françoise Bostoen                     | 20   | Roeselare           | 17             |
| Bermuda              | Angelita Emily Diaz                   | 20   | St. Georges         | 6              |
| Bolivia              | Ana María Taboada Arnold              | 18   | Tarija              | 20             |
| Brazil               | Cátia Silveira Pedrosa †              | 20   | Rio de Janeiro      | 23             |
| Canada               | Katharine Durish                      | 25   | Toronto             | 6              |
| Quần đảo Cayman      | Effie Ebanks                          | 18   | George Town         | 7              |
| Chile                | Gina Alejandra Rovira Beyris          | 19   | Santiago            | 10             |
| Colombia             | Rocío Isabel Luna Flórez              | 18   | El Banco            | 25             |
| Costa Rica           | María Argentina Meléndez Herrera      | 20   | San José            | 10             |
| Curaçao              | Ivette Rowina Domacasse               | 22   | Willemstad          | 7              |
| Síp                  | Katia Chrysochou                      | 20   | Paphos              | 7              |
| Đan Mạch             | Tina-Lissette Dahl Joergensen         | 18   | Holstebro           | 7              |
| Cộng hòa Dominica    | Yonoris Maribel Estrella Florentino   | 20   | Azua de Compostela  | 10             |
| Ecuador              | Martha Isabel Lascano Salcedo         | 20   | Guayaquil           | 7              |
| El Salvador          | Carmen Irene Álvarez Gallardo         | 18   | San Salvador        | 11             |
| Phần Lan             | Sanna Marita Pekkala                  | 20   | Helsinki            | 9              |
| Pháp                 | Frederique Marcelle Leroy             | 20   | Bordeaux            | 13             |
| Gambia               | Abbey Scattrel Janneh                 | 19   | Banjul              | 7              |
| Đức                  | Claudia Zielinski                     | 19   | Lindenberg          | 7              |
| Gibraltar            | Jessica Palao                         | 19   | Gibraltar           | 7              |
| Hy Lạp               | Anna Martinou                         | 17   | Athens              | 8              |
| Guam                 | Geraldine Santos                      | 22   | Chalan Pago-Ordot   | 8              |
| Guatemala            | Hilda Mansilla Manrique               | 23   | Thành phố Guatemala | 8              |
| Hà Lan               | Nancy Lalleman Heynis                 | 18   | Amsterdam           | 16             |
| Honduras             | Carmen Isabel Morales Ustáriz         | 18   | Puerto Cortés       | 7              |
| Hồng Kông            | Trương Mạn Ngọc                       | 19   | Hồng Kông           | 18             |
| Iceland              | Unnur Steinsson                       | 20   | Álftanes            | 22             |
| Ấn Độ                | Sweety Grewal                         | 21   | Bombay              | 7              |
| Indonesia            | Titi Dwi Jayati                       | 17   | Jakarta             | 7              |
| Ireland              | Patricia Nolan                        | 19   | Dublin              | 15             |
| Đảo Man              | Jennifer Huyton                       | 18   | Bride               | 6              |
| Israel               | Yi'fat Schechter                      | 20   | Tel Aviv            | 20             |
| Ý                    | Barbara Previato                      | 17   | Modena              | 6              |
| Jamaica              | Catherine Elizabeth Levy              | 21   | Kingston            | 22             |
| Nhật Bản             | Mie Nakahara                          | 22   | Tokyo               | 7              |
| Hàn Quốc             | Suh Min-sook                          | 20   | Seoul               | 7              |
| Liban                | Douchka Abi-Nader                     | 17   | Beirut              | 7              |
| Liberia              | Annie Broderick                       | 24   | Montserrado         | 8              |
| Malaysia             | Dương Tử Quỳnh                        | 21   | Ipoh                | 12             |
| Malta                | Odette Balzan                         | 19   | Rabat               | 6              |
| México               | Mayra Adela Rojas González            | 19   | Thành phố México    | 14             |
| New Zealand          | Maria Sando                           | 18   | Palmerston North    | 6              |
| Na Uy                | Karen Elizabeth Dobloug               | 21   | Furnes              | 11             |
| Panama               | Marissa Burgos Canalias               | 19   | Thành phố Panama    | 21             |
| Paraguay             | Antonella Filartiga Montuori          | 21   | Asuncion            | 10             |
| Perú                 | Lisbet Aurora Alcázar Salomón         | 20   | Lima                | 7              |
| Philippines          | Marilou Sadia Sadiua                  | 22   | Manila              | 7              |
| Ba Lan               | Lidia Wasiak                          | 21   | Szczecin            | 7              |
| Bồ Đào Nha           | Cesaltina de Conceiçao Lopes da Silva | 20   | Lisboa              | 7              |
| Puerto Rico          | Fátima Mustafá Vásquez                | 17   | Aibonito            | 8              |
| Singapore            | Sharon Denise Wells                   | 22   | Singapore           | 7              |
| Tây Ban Nha          | Milagros Pérez Castro                 | 21   | Gran Canaria        | 12             |
| Swaziland            | Gladys Rudd                           | 22   | Manzini             | 6              |
| Thụy Điển            | Eva Liza Törnquist                    | 18   | Stockholm           | 8              |
| Thụy Sĩ              | Patricia Lang                         | 19   | Zürich              | 6              |
| Thái Lan             | Tavinan Kongkran                      | 19   | Băng Cốc            | 7              |
| Tonga                | Anna Johansson                        | 18   | Neiafu              | 7              |
| Trinidad và Tobago   | Esther Juliette Farmer                | 24   | San Fernando        | 12             |
| Thổ Nhĩ Kỳ           | Ebru Özmeriç                          | 18   | Istanbul            | 7              |
| Turks & Caicos       | Cheryl Astwood                        | 19   | Grand Turk          | 7              |
| Vương quốc Anh       | Sarah-Jane Hutt                       | 19   | Dorset              | 27             |
| Hoa Kỳ               | Lisa Gayle Allred                     | 22   | Fort Worth          | 19             |
| Uruguay              | Silvia Zumarán                        | 21   | Montevideo          | 7              |
| Venezuela            | Carolina Cerruti Duijm                | 21   | Apure               | 14             |
| Tây Samoa            | Theresa Vaotapu Thomsen               | 19   | Apia                | 7              |
| Nam Tư               | Bernarda Marovt                       | 23   | Ljubljana           | 21             |

## Ghi nhận

### Lần đầu tham dự
- Ba Lan
- Tonga

### Trở lại
| - Lần cuối tham gia vào năm 1970: - Gambia - Lần cuối tham gia vào năm 1972: - Liberia - Lần cuối tham gia vào năm 1975: - Barbados | - Lần cuối tham gia vào năm 1980: - Swaziland - Lần cuối tham gia vào năm 1981: - Áo |

### Quốc gia bỏ cuộc
- Sri Lanka – (Fiona Wickremesinghe) không tham dự Hoa hậu Thế giới vì những lý do cá nhân.
- Tahiti
- Zimbabwe

### Các chú ý khác
- Đây là lần đầu tiên điểm số phần thi áo tắm trong đêm phúc khảo được hiện lên trên bảng điện tử.
- Gambia và Gibraltar cùng chiến thắng giải Hoa hậu Thân thiện Hoa hậu Hoàn vũ 1983, và Hoa hậu Hoàn vũ 1984.
- Iceland, Unnur Steinsson, là mẹ của Hoa hậu Thế giới 2005, Unnur Birna Vilhjalmsdottir, về vị trí thứ tư tại cuộc thi Hoa hậu Thế giới, trong khi Venezuela, Carolina Cerruti Duijm, là con gái của Hoa hậu Thế giới 1955, Carmen Susana Duijm Zubillaga, thất bại khi không có tên tại bán kết Hoa hậu Thế giới.
- Na Uy, Karen Elizabeth Dobloug, người lọt Top 12 Hoa hậu Hoàn vũ 1983 tại St. Louis, Missouri, Hoa Kỳ thất bại khi không vào đến bán kết Hoa hậu Thế giới. Áo, Bỉ, Hà Lan, và Iceland, người đã tham dự Hoa hậu Hoàn vũ 4 tháng trước đó đã vào vòng bán kết Hoa hậu Thế giới trong khi Iceland vào đến chung kết Hoa hậu Thế giới.
- Đây là lần đầu tiên trong lịch sử, không có một thí sinh từ châu Đại Dương hay châu Phi vào vòng bán kết.
- Hồng Kông và Malaysia trở thành những diễn viên nổi tiếng tại quê nhà sau khi thành công tại Hoa hậu Thế giới.
- Sarah-Jane Hutt từ Vương quốc Anh trở thành người phụ nữ Anh thứ tư là Hoa hậu Thế giới.
- Mercedes Stermitz từ Áo đã trở thành một tay đua sau khi tham dự Hoa hậu Thế giới, cô làm việc tại Đức.
- Titi Dwi Jayati, thí sinh từ Indonesia, hiện nay là một diva âm nhạc tại Indonesia và là giám khảo cho cuộc thi Indonesian Idol tới 5 mùa.
- 10 trong tổng số 15 thí sinh vào bán kết không có tên trong bán kết năm trước: Hà Lan (1977), Panama (1979), Áo và Israel (1980), và Bỉ, Brazil, Colombia, và Jamaica (1981). Hồng  Kông và Iceland lần đầu tiên có mặt tại vòng bán kết Hoa hậu Thế giới. Iceland lần đầu tiên tham dự là năm 1955, trong khi Hồng Kông là 1959.

## Liên kết
- Trang chủ của cuộc thi Hoa hậu Thế giới